# Trouble (americká hudební skupina)
Trouble je americká doommetalová kapela založená roku 1979 v Chicagu ve státě Illinois v sestavě Eric Wagner (zpěv), Bruce Franklin a Rick Wartell (oba kytary), Sean McAllister (baskytara) a Jeff Oly Olson (bicí).
Je to jedna z pionýrských kapel žánru, který pomáhala definovat. Společně se Saint Vitus, Candlemass a Pentagram tvoří tzv. „velkou čtyřku“ doom metalu.
Debutové eponymní studiové album Trouble vyšlo v roce 1984, později bylo po vydání čtvrtého alba z roku 1990 pojmenováno jako Psalm 9. Album odhalilo nejen silné vazby muzikantského kvintetu k heavymetalové estetice 70. let 20. století, ale také jejich křesťanskou víru (zcela ojedinělý jev v tehdejší metalové hudbě), která jim rychle vynesla další nálepku: white metal.

## Diskografie
Dema
- 1980 Demo (1980)
- 1982 Demo (1982)
- 1983 Demo (1983)
- Live (1983)
- 1985 demo (1985)
- One for the Road (1994)

Studiová alba
- Psalm 9 (1984) – původní název alba zní Trouble
- The Skull (1985)
- Run to the Light (1987)
- Trouble (1990)
- Manic Frustration (1992)
- Plastic Green Head (1995)
- Simple Mind Condition (2007)
- The Distortion Field (2013)

EP
- The Misery Shows (Act II) (1990)
- Three Selections from Manic Frustration (1992)
- Unplugged (2007)

Kompilační alba
- Psalm 9 / The Skull (1991) – kompilace dvou alb
- Revelations (Life or Death): Demos & Rarities Part 1 (2011)
- Victim of the Insane: Demos & Rarities Part 2 (2011)
- Revelations of the Insane: Demos & Rarities (2022)

Live alba
- Live in L.A. (2008)
- Live Palatine 1989 (2010)
- Live Schaumburg 1993 (2010)
- Black Shapes of Doom (2011)

Singly
- Assassin / Tales of Brave Ulysses (1984)
- The Misery Shows (Act II) / R.I.P. (1990)
- The Wolf / Psychotic Reaction (1990)
- Memory's Garden (1992)
- Scuse Me / Sleeper (1992)